# Pandanus mc-keei
Pandanus mc-keei är en enhjärtbladig växtart som beskrevs av Harold St.John. Pandanus mc-keei ingår i släktet Pandanus och familjen Pandanaceae.
Artens utbredningsområde är Nya Kaledonien. Inga underarter finns listade.